# Helios Endo-Klinik Hamburg

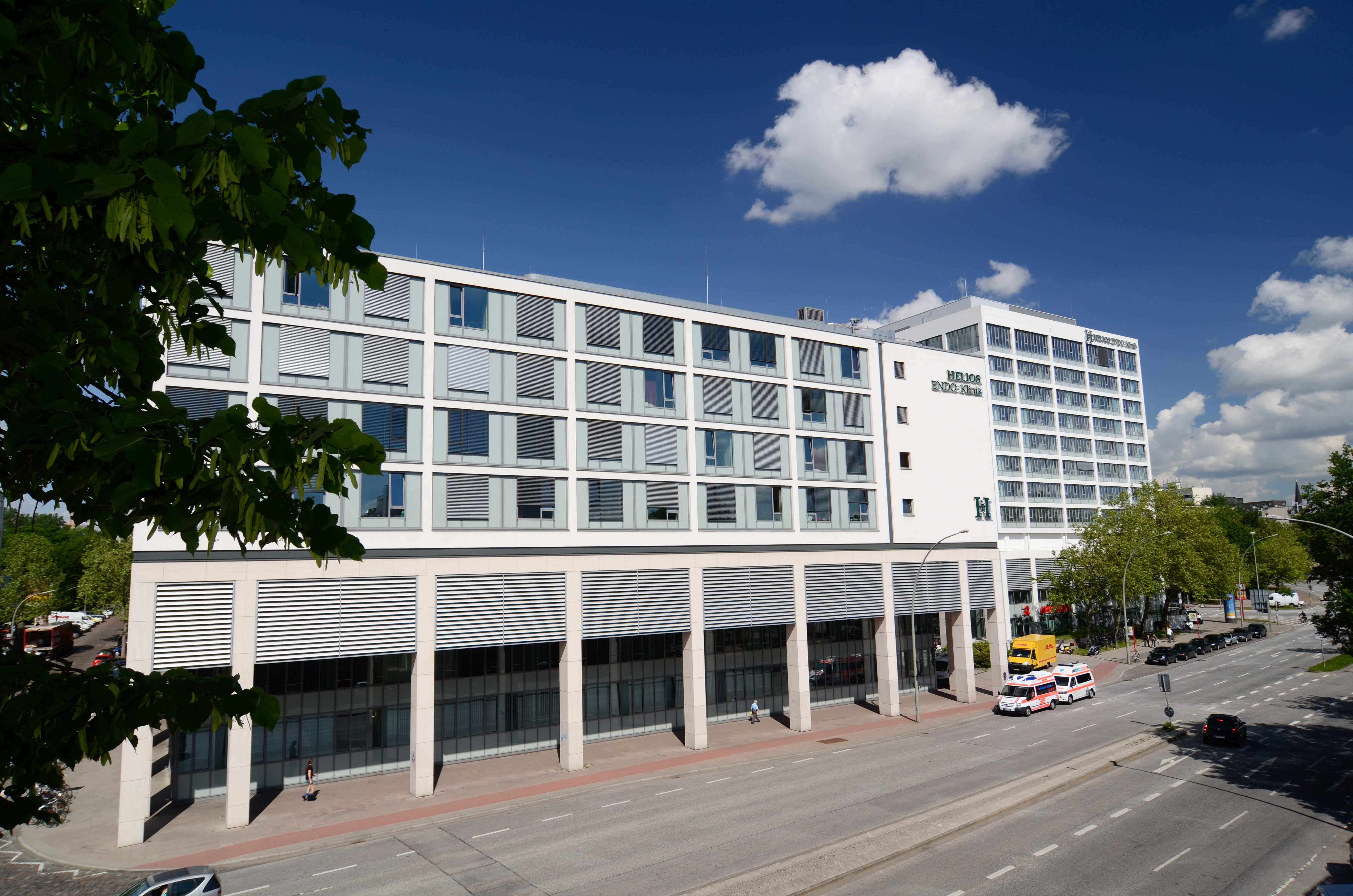
Klinikgebäude, Juni 2013

Die Helios Endo-Klinik Hamburg ist ein Krankenhaus im Hamburger Stadtteil Altona-Altstadt. Sie gehört zu den Helios Kliniken und ist die größte Spezialklinik für Knochen-, Gelenk- und Wirbelsäulenchirurgie in Europa. Sie zählt im Bereich der Hüft- und Knieoperationen zu den weltweit führenden Häusern. Ein weiterer Schwerpunkt ist die Behandlung periprothetischer Gelenkinfektionen.

## Geschichte
Hans Wilhelm Buchholz entwickelte sich in den 1960er Jahren im Rahmen seiner Tätigkeit am Allgemeinen Krankenhaus St. Georg zu einem Pionier der Gelenkersatzchirurgie in Deutschland. In der ersten Hälfte der 1970er Jahre versuchte er, in den Krankenhäusern Hamburgs eine Fachabteilung für Gelenkersatz-Operationen einzurichten. 1975 nahmen diese Pläne konkrete Formen an, als die Stadt Hamburg das Krankenhaus in Wintermoor aufgab. Ein Teil der dortigen Klinik wurde der Grundstein für die ENDO-Klinik: ab Dezember 1975 diente er zur Weiterbehandlung von Patienten nach Endoprothesen-Operationen. Der Schwerpunkt der geplanten Facheinrichtung entstand 1975 in der Holstenstraße 2 in Hamburg, nachdem das dortige Bauprojekt für ein Facharztzentrum gescheitert war. Von März bis Dezember 1975 wurde der Bau zu einem Krankenhaus umgestaltet. Der Bezug der Klinik erfolgte am 1. Januar 1976, am 2. Februar 1976 nahm sie die ersten Patienten auf. Zum Zeitpunkt der Gründung verfügte der Standort in Altona über 190, der Standort in Wintermoor über 300 Betten.
1977 wurde die Abteilung für Neurochirurgie eröffnet. 1982 begann der Aufbau einer Knochenbank, fünf Jahre später der einer Eigenblutbank. Zum Jahresende 1997 wurde der Betriebsteil Wintermoor geschlossen. Zum 1. Januar 1998 kaufte die Damp-Holding AG die Verwaltungsgesellschaft der Klinik, zugleich schlossen die ENDO-Klinik gemeinnützige Betriebsgesellschaft und die Damp-Holding AG einen Geschäftsbesorgungsvertrag ab. Durch den Kauf der Damp-Gruppe wurde die Klinik 2011 Teil der Helios Kliniken GmbH.

## Medizinische Schwerpunkte
Seit Gründung der Klinik haben die dortigen Ärzte fast 140.000 Gelenkersatz-Operationen vorgenommen. Derzeit werden mehr als 6.000 gelenkchirurgische Operationen pro Jahr durchgeführt, die Klinik versorgt rund 7.000 Patienten jährlich.
Zum Leistungsspektrum zählen folgende Gebiete (Stand: Mai 2014):
- Chirurgische Orthopädie: Hier geht es unter anderem um den Ersatz von Kniegelenken, Hüftgelenken, Schultergelenken, Ellbogengelenken sowie um Operationen zum Austausch von Prothesen und um gelenkerhaltende Eingriffe.
- Behandlung periprothetischer Infektionen: Entsprechende Eingriffe erfolgen zur Therapie bakterieller Entzündungen eines Gelenkersatzes.
- Neurochirurgie: Hier stehen Eingriffe an den Bandscheiben, den Wirbelbogengelenken, am Iliosakralgelenk, am Wirbelkanal und Operationen peripherer Nerven im Vordergrund.
- Anästhesie und Intensivmedizin: Hier kommen therapeutische und diagnostische Verfahren der Intensivmedizin zur Anwendung sowie Narkoseverfahren und Verfahren der Schmerzbehandlung – bei letzterer vermehrt solche der multimodalen Schmerztherapie.
- Physikalische und Rehabilitative Medizin: Rehabilitation, Weiterbehandlung nach einer Operation und Krankengymnastik stehen hier im Vordergrund.

## Gebäude
Bis 1974 wurde auf dem Grundstück Holstenstraße 2 in Hamburg ein „Norddeutsches Facharztzentrum“ gebaut. Das Vorhaben geriet jedoch ins Stocken, weil die Trägergesellschaft in die Insolvenz ging. Die Gründer der ENDO-Klinik um Hans Wilhelm Buchholz nutzten die Chance, in diesem noch unfertigen Gebäude die ENDO-Klinik einzurichten. Beim Bezug beherbergte das Gebäude neben der Klinik ein medizinisches Bäderzentrum, eine chirurgische Unfallpraxis, ein Röntgeninstitut, eine internistische Arztpraxis, eine gynäkologische Doppelpraxis und eine Apotheke. 1982 wurden Grundstück und Gebäude erworben.
Im Zuge der Übernahme sicherte die Damp-Gruppe die Errichtung eines Erweiterungsbaus zu. Das entsprechende Grundstück, auf dem sich bis dahin ein C&A-Kaufhaus befand, lag in unmittelbarer Nachbarschaft der ENDO-Klinik. Bereits 1993/1994 wurde es von der Verwaltungsgesellschaft der ENDO-Klinik erworben. Die architektonische Planung des Baus übernahm das Büro KSP Jürgen Engel Architekten. Am 27. September 2007 fand im Beisein von Hamburgs Erstem Bürgermeister Ole von Beust die Grundsteinlegung statt, die offizielle Einweihung des fünfgeschossigen, L-förmigen Glasbaus, in den zwei Lichthöfe eingeschnitten sind, erfolgte am 14. Mai 2009. Die öffentliche Hand trug 38 Millionen der rund 60 Millionen Euro Baukosten, weil die ENDO-Klinik mittlerweile in den Hamburger Krankenhausplan aufgenommen worden war.
Im März 2011 begann die Modernisierung des Altbaus. Die Kosten wurden mit 30 Millionen Euro angesetzt. Die Eröffnung des zehngeschossigen Gebäudes mit seinen rund 24.000 Quadratmetern fand am 14. April 2013 statt. Zusammen mit den Flächen im angrenzenden Erweiterungsbau verfügt die Klinik über rund 44.000 Quadratmeter Fläche. Die Fassade wurde dem Erweiterungsbau angepasst: Eine helle Natursteinfront ist mit viel Glas und Stahl kombiniert worden.

## Funktionen und Mitgliedschaften
Die Helios ENDO-Klinik Hamburg zählt zu den akademischen Lehrkrankenhäusern des  Universitätsklinikums Hamburg-Eppendorf (UKE). Überdies hospitieren jährlich über 350 Gastärzte aus aller Welt in der Klinik. Ferner ist sie ein Plankrankenhaus.
Die Klinik ist Mitglied der International Society of Orthopaedic Centers, einer medizinischen Fachgesellschaft, die dem Erfahrungs- und Ideenaustausch orthopädischer Kliniken dient.

## Verein
Der 1973 gegründete Verein (heutiger Name: ENDO Verein e.V.) mit gegenwärtig ca. 750 Mitgliedern fördert die medizinische Forschung und Ausbildung auf den Gebieten des Stütz- und Bewegungsapparates und der damit verbundenen Wissenschaftsbereiche der Grundlagenforschung.